# Cratere Coblentz (Marte)
Coblentz è un cratere sulla superficie di Marte.
Il cratere è dedicato all'astronomo statunitense William Weber Coblentz.